# 数土文夫
數土 文夫（すど ふみお、1941年（昭和16年）3月3日 - ）は、JFEホールディングス第2代社長・相談役、元日本放送協会経営委員会委員長。元東京電力ホールディングス取締役会長。

## 出生・人物
富山県旧富山市の村役人を務めた家に生まれ、父は国語教師で、石動高校と新湊高校で校長を務め、婦中町教育長も務めた數土寅夫。富山県立富山中部高等学校、北海道大学工学部冶金工学科を卒業後、川崎製鉄に入社。
剛腕の経営者として知られ、為替、金利など経済・経営全般に関する発言も見られる。中国の古典を愛読。兄の直方はエスエス製薬名誉会長。東京大学工学部を卒業し、泰道照山の三女と結婚した。弟の数土武夫も東京大学工学部卒で、同仁医薬化工社長、エスエス製薬取締役を務めた。

## 職歴
- 1964年 - 川崎製鉄入社
- 1994年 - 同取締役
- 1997年 - 同常務
- 2000年 - 同副社長
- 2001年 - 同社長
- 2002年 - JFEホールディングス非常勤取締役を兼務
- 2003年 - JFEスチール社長
- 2005年 - JFEホールディングス代表取締役社長
- 2010年 - 同相談役
- 2010年 - 住生活グループ取締役（6月就任）
- 2011年 - 日本放送協会経営委員会委員並びに同委員長に就任。
- 2012年 - 東京電力社外取締役・指名委員会委員長（6月就任）
- 2014年 - 同会長（4月就任）

冶金技術者で、社外論文を100件近く発表。本社では経営企画管掌の常務、副社長などを歴任する。NKKとの経営統合を決めた江本寛治の後を受け、川崎製鉄の最後の社長に就任。統合後の鉄鋼事業会社JFEスチールの初代社長となる。2005年4月に馬田一にJFEスチール社長を託し、下垣内洋一の後を受けてグループを統括するJFEホールディングス社長に就任。
2007年4月より経済同友会副代表幹事（地球環境・エネルギー委員長）。日本経団連では木村惠司（三菱地所社長）と防災に関する共同委員長を務める。
2011年には国会の議決により日本放送協会経営委員会委員に指名され、4月12日の日本放送協会経営委員会にて、日本放送協会の最高責任者である委員長に選出された。2012年5月には、東京電力が社外取締役への起用を発表。兼職の意向を示していたものの、NHK経営委員長の東電役職の兼務は報道の公平性に影響を与えるとの批判を受け、24日、NHK経営委員と経営委員長の辞任を発表した。
2014年4月1日、東京電力会長に就任した。会長就任後の初仕事は、東電歴代首脳を輩出した企画部を解体し、経営改革本部事務局と統合。企画担当の村松衛常務を6月末で退任させ、原発専門の日本原子力発電副社長へ送り込む人事を断行した。やがて守旧派と目されていた廣瀬直己社長との対立が先鋭化し、廣瀬を更迭して小早川智明を後任社長に据えるため、刺し違える形で2017年6月、退任。
2019年5月21日発令の春の叙勲で、旭日大綬章を受章。

## 語録・発言等
- 「経営の根幹は会社の資産であるヒト、モノ、カネの相乗効果をいかに高めるか」
- 東電会長就任について「火中のクリを拾ったときの心境は」との記者からの意地悪な質問に、数土氏は「火中の栗は、拾う人が栗をほしいから拾う。私は何かをほしいという気分ではない」と語った。また、別の記者の「総括原価方式にメスを入れたら、身内から猛反発を食らい、みじめな辞め方をしなければならない」との指摘には、「もうすでにみじめな思いはしている」と自虐的に答えた。「でも、やらなければならない覚悟を決めた。総括原価方式の結果、韓国、米国の倍の料金となっている」とし、低コスト化に向けて経営改革を行う考えを示した。[14]
- 数土東電会長は2014年3月末の会見で、柏崎刈羽原子力発電所の再稼動がなければ年末までに電気料金の値上げを判断する意向を示した。[15]
- 人を叱るときは「人前で」することが重要だとしている。「それをやっておけば同じミスを犯す人が出なくな」るため。[16]

## 脚註
1. ↑  “(けいざい深話)数土改革:2 「現場育ち」の戦略家”. 朝日新聞デジタル (朝日新聞社). (2014年6月19日).  オリジナルの2014年6月23日時点におけるアーカイブ。
2. 1 2  『「家系図」と「お屋敷」で読み解く歴代総理大臣　昭和・平成篇』竹内正浩、実業之日本社, 2017/07/25、「小泉純一郎」の章
3. ↑  NHK経営委員など7人の国会同意人事可決 産経新聞 2011年3月31日閲覧
4. ↑  “NHK経営委員長に数土文夫JFEホールディングス相談役を選出”. 産経新聞 (産業経済新聞社). (2011年4月12日).  オリジナルの2011年10月12日時点におけるアーカイブ。
5. ↑  “NHK経営委員長辞任　兼職批判に配慮、東電改革優先”. 東京新聞. (2012年5月25日)
6. ↑  “NHK・新経営委員長の浜田ANA総研会長は執行部の傀儡 裏に執行部との軋轢　NHK経営委員長がなかなか決まらないワケ”. ビジネスジャーナル. (2012年8月28日) 2014年7月7日閲覧。
7. ↑  “東電会長にJFE相談役の数土氏　4月1日付”. 共同通信. (2014年1月7日).  オリジナルの2014年7月14日時点におけるアーカイブ。 2014年7月7日閲覧。
8. ↑  「剛腕会長、東電の名門「企画部」解体(真相深層) 」『日本経済新聞 電子版』 2014年4月9日
9. ↑  週刊東洋経済 (2014年4月3日). “"火中の栗"に常務を送り込む､東電の深謀 数土新体制が打った意味深な一手”. 東洋経済オンライン 2014年7月7日閲覧。
10. ↑  “役員人事” (PDF).   日本原子力発電株式会社 (2014年6月30日). 2014年6月30日閲覧。
11. ↑  中枢の企画部と総務部を要職から遠ざけた数土文夫会長の「東電改革」がピリオド　最大の功績は社長更迭だった！？産経ニュース2017.5.8 08:00
12. ↑  『官報』号外第14号11P、令和元年5月21日
13. ↑  “寺田前最高裁長官に桐花大綬章＝市村正親さんら旭日小綬章－春の叙勲”.  時事ドットコム (2019年5月21日). 2019年5月23日時点のオリジナルよりアーカイブ。2023年1月18日閲覧。
14. ↑  “「もうすでにみじめな思いしている」数土文夫・東電次期会長”. MSN産経ニュース (産業経済新聞社). (2014年1月18日).  オリジナルの2014年7月27日時点におけるアーカイブ。 2014年7月7日閲覧。
15. ↑  “東電4─6月期は経常利益525億円、燃料費低減など効果”. YAHOO JAPAN ニュース BUSINESS (ロイター). (2014年7月31日).  オリジナルの2014年8月13日時点におけるアーカイブ。
16. ↑  “人を叱るときは｢人前で｣が、なぜ重要なのか 中国古典に見る人間学の知恵（3） (3/3)”. PRESIDENT Online（プレジデントオンライン） (2019年12月23日). 2019年12月24日時点のオリジナルよりアーカイブ。2019年12月27日閲覧。